# Драгоаја (Долж)
Драгоаја (рум. Drăgoaia) насеље је у Румунији у округу Долж у општини Варвору де Жос. Oпштина се налази на надморској висини од 139 m.

## Становништво
Према подацима из 2002. године у насељу је живело 218 становника, од којих су сви румунске националности.